# Nymphidium leucarpis
Nymphidium leucarpis är en fjärilsart som beskrevs av Hans Ferdinand Emil Julius Stichel 1925. Nymphidium leucarpis ingår i släktet Nymphidium och familjen Riodinidae. Inga underarter finns listade i Catalogue of Life.